# Peperomia uaupesensis
Peperomia uaupesensis là một loài thực vật có hoa trong họ Hồ tiêu. Loài này được Yunck. miêu tả khoa học đầu tiên năm 1966.